# بخش لوند
بخش لوند (به سوئدی: Lunds kommun) یک ناحیه شهری در سوئد است که در شهرستان اسکونه واقع شده‌است.

## خواهرخوانده
شهرهای ویبورگ، دانمارک، هامار، پوروو، نور (شهر فرانسوی)، زابژه، گرایفسوالد و Dalvík خواهرخوانده‌های بخش لوند هستند.